# Natacha Pérez
Natacha Estefania Pérez (Godoy Cruz, 30 marzo 1991) è una cestista argentina.

## Carriera
Con l'Argentina ha disputato i Campionati mondiali del 2018 e tre edizioni dei Campionati americani (2013, 2017, 2019).